# Vista da Janela em Le Gras

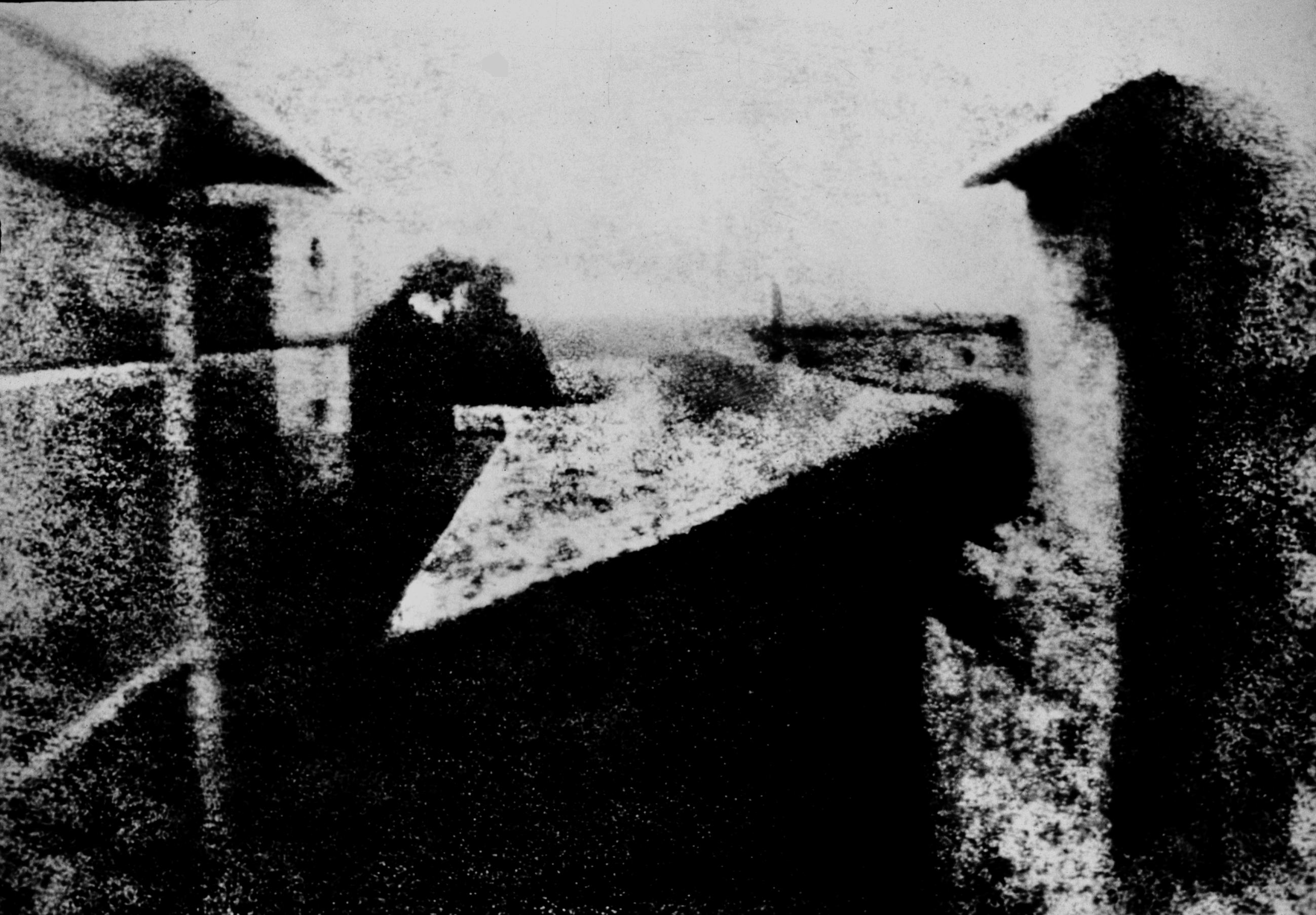
Vista da Janela em Le Gras.

Vista da Janela em Le Gras (em francês intitulado Point de vue du Gras) é uma imagem heliográfica considerada a primeira fotografia permanente do mundo. Foi criada por Joseph Nicéphore Niépce em 1826 ou 1827 em Saint-Loup-de-Varennes, na França, e mostra partes dos edifícios e paisagem vizinhos de sua propriedade, Le Gras. Em 2003, a revista Life a incluiu na lista das "100 Fotografias que Mudaram o Mundo".